# Spinoleioposopus flavosignatus
Spinoleioposopus flavosignatus là một loài bọ cánh cứng trong họ Cerambycidae.